# オ・サ・ム
『オ・サ・ム』は、2003年4月8日から同年6月24日まで毎日放送テレビ（MBSテレビ）で放送されていたトークバラエティ番組。全12回。放送時間は毎週火曜 23:55 - 翌0:55。

## 概要
陣内智則とケンドーコバヤシが司会を務めた深夜番組で、彼らがスタジオゲストに招いた大物芸能人たちをトークと企画VTRでもてなしていた。前番組『?マジっすか!』のレギュラー陣をほぼそのまま起用していたのが特徴で、企画VTRのリポーターも同様に、前番組に出演していたお笑い芸人たちが務めていた。
しかし、番組はわずか3か月で終了。その後、毎日放送は同年8月末まで単発番組で穴埋めをした後に新番組の『いいなり旅キュメンタリー 中川家ん!』をスタートさせたが、この番組も放送開始からわずか2か月で企画内容のテコ入れが行われた。

## 出演者

### スタジオレギュラー
- 陣内智則 - 企画VTRのリポーターも兼任。
- ケンドーコバヤシ - 企画VTRのリポーターも兼任。

### スタジオゲスト
- 横澤彪
- デヴィ夫人
- 浜田幸一
- 朝丘雪路
- 藤村俊二
- 小松政夫
- 黒沢年雄
- 川崎麻世
- 渡辺美奈代
- 藤崎奈々子
- インリン・オブ・ジョイトイ
- 角淳一

### VTR出演者
- シャンプーハット
- $10
- フットボールアワー
- サバンナ
- チュートリアル
- ランディーズ
- ビッキーズ
- 友近
- なかやまきんに君
- バッファロー吾郎
- たむらけんじ
- 野性爆弾
- キングコング